# Цакири, Панайота
Панайота Цакири (греч. Παναγιώτα Τσακίρη; 12 мая 1990, Драма, Греция) — греческая биатлонистка и лыжница, участница зимних Олимпийских игр. Занимается биатлоном с 2004 года.

## Карьера биатлонистки
Принимала участие в трех чемпионатах мира, в 2009, 2012 и 2013 годах. Лучший результат на чемпионатах мира 102-е место в спринте в 2009 году.
На Олимпийских играх 2010 года в Ванкувере была 85-й в индивидуальной гонке и 86-й в спринте. Также в мужских соревнованиях принял участие её отец — Афанасиос Цакирис, которому на тот момент было 45 лет.

## Карьера лыжницы
Приняла участие в чемпионате мира 2013 года в Валь-ди-Фьемме, где заняла 85-е место в гонке на 10 км свободным стилем.